# جيري ميتاباري

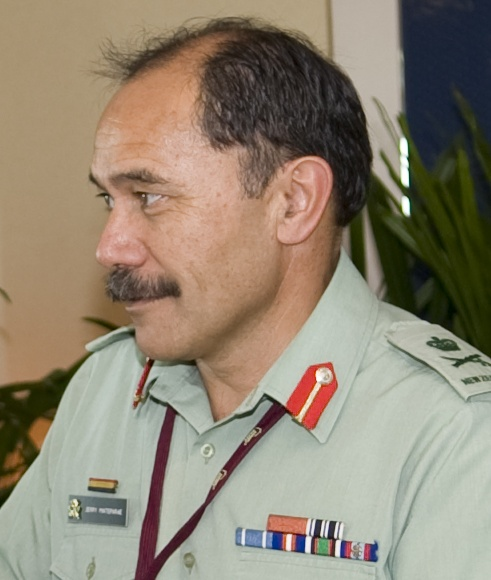
رئيس هيئة الدفاع يوم 29 مايو 2009، في سنغافورة

الجنرال جيري ميتاباري (بالإنجليزية: Jerry Mateparae) ـ (من مواليد 14 نوفمبر 1954) الحاكم العام العشرون لنيوزيلندا، وممثل الملكة التاسع في نييوي. وكان قائد قوات الدفاع النيوزيلندية بين عامي 2006 و 2011، وثاني حاكم عام لنيوزيلندا من الماوري بعد السير بول ريفز، ومدير مكتب أمن الاتصالات الحكومية النيوزيلندية من 7 فبراير 2011 حتى 1 يوليو 2011. أعلن تعيينه في منصب الحاكم العام في 8 آذار 2011، وتولى مهام منصبه في 31 آب 2011، وانتهت ولايته في 31 أغسطس 2016، وخلفته السيدة باتسي ريدي.